# Johann Erdwin Christoph Ebermaier
Johann Erdwin Christoph Ebermaier (* 19. April 1769 in Melle; † 21. Februar 1825 in Düsseldorf) war ein deutscher Mediziner und Botaniker. Sein botanisch-mykologisches Autorenkürzel lautet „Eberm“.

## Leben

### Familie
Johann Erdwin Christoph Ebermaier war der Sohn eines Apothekers in Melle.
Er war verheiratet und hatte einen Sohn: Carl Heinrich Ebermaier, Kreisphysikus in Düsseldorf.

### Werdegang
Johann Erdwin Christoph Ebermaier erhielt bei seinem Vater Unterricht in Botanik, Chemie und Pharmazie und bildete sein Wissen in einer Apotheke in Ratzeburg und im Anatomisch-Chirurgischen Institut in Braunschweig weiter aus und immatrikulierte sich an der Universität Göttingen zu einem Studium der Medizin.
Von 1790 bis 1792 gab er sein Herbarium vivum plantarum officinalium heraus und gewann 1792 den ersten Wettbewerb der Regensburgischen Botanischen Gesellschaft, deren Mitglied er seit 1791 war.
1794 ging er als Chirurg mit den hannover’schen Truppen in das Herzogtum Brabant und lebte einige Zeit im holländischen Leiden, dort hörte er an der Universität Leiden besonders die Vorlesungen von Sebald Justinus Brugmans. Nach der Rückkehr der Truppen nach Hannover nahm er seinen Abschied und setzte sein Studium an der Universität Göttingen fort; dort promovierte er 1797 mit seiner Dissertation Diss. inaug. de nimia plebis amplitudine, ejusque in gravitatem et partum influxu bei Johann Friedrich Gmelin zum Dr. med. Er ließ sich im selben Jahr erst in Rheda als praktischer Arzt und darauf in Osnabrück nieder.
Für seine 1796 veröffentlichte Schrift Ueber die Nothwendigkeit der Verbindung des Studiums der Botanik mit der Pharmazie erhielt er von der Regensburgischen Botanischen Gesellschaft einen Preis.
Gemeinsam mit Georg Wilhelm Christoph Consbruch (1764–1837) veröffentlichte er seit 1802 in achtzehn Bänden und mehreren Auflagen die Allgemeine Encyklopädie für praktische Aerzte und Wundärzte; die Schrift wurde auch in Französisch und Polnisch übersetzt.
1805 erfolgte seine Ernennung zum Hof- und Medizinalrat im Tecklenburgischen (siehe Grafschaft Tecklenburg) und 1810 wurde er als Kreisphysikus des Ruhrdepartements nach Dortmund berufen.
Er wurde 1816 zum Regierungs- und Medizinalrat in Cleve befördert und von dort 1821 nach Dortmund versetzt.

## Schriften (Auswahl)
- Herbarium vivum plantarum officinalium cum descriptionibus et animadversionibus. Braunschweig, 1790–1792.
- Vergleichende Beschreibung derjenigen Pflanzen, welche in den Apotheken leicht mit einander verwechselt werden nebst ihren unterscheidenden Kennzeichen und einer Einleitung über diesen Gegenstand. Braunschweig, 1794 (Digitalisat).
- Ueber die nothwendige Verbindung der systematischen Pflanzenkunde mit der Pharmacie, und über die Bekanntmachung der giftartigwürkenden Pflanzen. Hannover, 1796 (Digitalisat).
- Commentatio de lucis in corpus humanum praeter visum efficacia, praemio ornata. Göttingen, 1797.
- Diss. inaug. de nimia plebis amplitudine, ejusque in gravitatem et partum in fluxu. Göttingen, 1797 (Digitalisat).
- Versuch einer Geschichte des Lichtes in Rücksicht seines Einflusses auf die gesammte Natur, und auf den menschlichen Körper ausser dem Gesichte besonders. Osnabrück, 1799 (Digitalisat).
- Von den Standörtern der Pflanzen im Allgemeinen und denen der Arzneygewächse besonders. Münster, 1802 (Digitalisat).
- Georg Wilhelm Christoph Consbruch; Johann Erdwin Christoph Ebermaier: Allgemeine Encyclopädie für praktische Aerzte und Wundärzte. 1802 ff.
- Physiologisches Taschenbuch für Ärzte und Liebhaber der Anthropologie. Leipzig, 1802 (Digitalisat).
- Pharmaceutische Receptirkunst, oder Anleitung für Apother, die von den Aerzten vorgeschriebenen Arzneiformeln kunstgemäß zu bereiten. Leipz. 1804 (Digitalisat).
- Museum für Aerzte und Wundärzte; eine Sammlung vermischter Aufsätze für die gesamte Arzneiwissenschaft, aus den Schriften der Reisebeschreiber und anderer nicht medicinischen Werken. Leipzig, 1805.
- Pharmaceutische Bibliothek für Aerzte und Apotheker (2 Bände). 1805–1810.
- Taschenbuch der medicinisch-chirurgischen Receptirkunst, oder, Anleitung zum Verschreiben der Arzneyformeln. Leipzig, 1808 (Digitalisat).
- Tabellarische Uebersicht der Kennzeichen der Aechtheit und Güte, so wie der fehlerhaften Beschaffenheit, der Verwechselungen und der Verfälschungen sämmtlicher bis jetzt gebräuchlichen einfachen, zubereiteten und zusammengesetzten Arzneymittel. Leipzig, 1810 (2. Auflage) (Digitalisat).
- Taschenbuch der Chirurgie für angehende practische Ärzte und Wundärzte. Leipzig, 1811 (Digitalisat).
- Taschenbuch der Geburtshülfe für angehende Geburtshelfer. Leipzig, 1814 (Digitalisat).
- Practische Anweisung zu einem zweckmäßigen Verfahren bei den Visitationen der Apotheker, nebst einem Verzeichnis der gebräuchlichen Reagentien. Leipzig, 1819.
- Pharmakognostische Tabellen oder Dr. Johann Christoph Ebermaier’s tabellarische Übersicht der Kennzeichen der Ächtheit und Güte so wie der fehlerhaften Beschaffenheit, der Verwechselungen und Verfälschungen sämmtlicher bis jetzt gebräuchlichen einfachen, zubereiteten und zusammengesetzten Arzneimittel. Leipzig, 1827 (Digitalisat).